# Bokor Vilmos
Bokor Vilmos, született Blumenstock (Bonyhád, 1897. június 2. – Budapest, 1984. február 29.) festőművész.

## Élete
Apja, Blumenstock Jakab (1845–1913) a bonyhádi zsidó hitközség tanítója, a Perczel család házi nevelője, anyja Taub Róza (1862–1944) volt.
1915-ben a bonyhádi evangélikus gimnáziumban érettségizett. Az első világháborúban frontszolgálatot teljesített, a Piave környéki harcokban súlyosan megsebesült.
Leszerelése után a Budapesti Tudományegyetemen jogi karán kezdte meg tanulmányait, egyúttal Iványi-Grünwald Béla szabadiskolájában tanult, majd 1918 és 1923 között Réti István magántanítványa volt. Festészeti ismereteit 1923-ban a párizsi Julian Akadémián, majd rövid ideig Barta Ernőnél tanult. 1924-ben végzett a Képzőművészeti Főiskolán, majd ugyanettől az évtől rendszeresen részt vett a Műcsarnok és a Nemzeti Szalon budapesti tárlatain.
1927 és 1929 között Olaszországban járt tanulmányúton, hosszabb ideig időzött Rómában. 1930-ban részt vett a XVII. Velencei Biennálén. Legszívesebben akvarellel dolgozott, két sorozatot készített a második világháború alatt lerombolt fővárosi hidakról és a romos Budapestről. Ezt követően bejárta Romániát, Bulgáriát, Csehszlovákiát, Finnországot és a Szovjetuniót, és az ott látott tájakat képekben örökítette meg.
Az 1950-es évek elejétől osztályvezetőként dolgozott az Magyar Népköztársaság Művészeti Alapjánál, majd a Képcsarnok Vállalat művészeti vezetője volt. 1976-ban nyugdíjba vonult. Festészetében a természetábrázolás, a tájkép kapott kizárólagos szerepet.
Felesége Gránát Erzsébet volt.

## Főbb kiállításai
- Nyíregyháza (1927)
- Nemzeti Szalon (Budapest, 1929)
- XVII. Velencei Biennále (csoportos, 1930)
- Fészek Klub (Budapest, 1933)
- Csók Galéria (Budapest, 1959)
- Derkovits Terem (Budapest, 1972; 1979)
- Művelődési Ház (Szekszárd, 1980)
- Bonyhád (életmű kiállítás, 1982)
- Mednyánszky Terem (emlékkiállítás, Budapest, 1984)

## Művei közgyűjteményekben
- Solymár Imre Városi Könyvtár (Bonyhád)
- Magyar Nemzeti Galéria (Budapest)

## Díjai, elismerései
- Munka Érdemrend ezüst fokozata (1974)
- Szocialista Kultúráért